# Sternotomis lemoulti
Sternotomis lemoulti är en skalbaggsart som beskrevs av Stefan von Breuning 1935. Sternotomis lemoulti ingår i släktet Sternotomis och familjen långhorningar.
Artens utbredningsområde är Benin. Inga underarter finns listade i Catalogue of Life.